# Distretto di Kadınhanı
Il distretto di Kadınhanı (in turco Kadınhanı ilçesi) è uno dei distretti della provincia di Konya, in Turchia.